# Jugosławia na Zimowych Igrzyskach Olimpijskich 1976
Jugosławię na Zimowych Igrzyskach Olimpijskich 1976 reprezentowało 28 zawodników: 27 mężczyzn i jedna kobieta. Był to dziesiąty start reprezentacji Jugosławii na zimowych igrzyskach olimpijskich.

## Skład kadry

### Biegi narciarskie
Mężczyźni
| Zawodnik     | Konkurencja   | czas       | Pozycja |
| ------------ | ------------- | ---------- | ------- |
| Maksi Jelenc | Bieg na 15 km | 49:35:35   | 57.     |
| Maksi Jelenc | Bieg na 30 km | 1:44:20,25 | 60.     |
| Maksi Jelenc | Bieg na 50 km | 3:05:05,94 | 44.     |

Kobiety
| Zawodnik      | Konkurencja   | czas     | Pozycja |
| ------------- | ------------- | -------- | ------- |
| Milena Kordež | Bieg na 5 km  | 18:36,23 | 37.     |
| Milena Kordež | Bieg na 10 km | 35:15,54 | 39.     |

### Hokej na lodzie
Reprezentacja mężczyzn
| - Marjan Žbontar - Janez Albreht - Miroslav Lap - Drago Savić - Božidar Beravs - Bojan Kumar - Ivan Ščap - Bogdan Jakopič - Miroslav Gojanović |  | - Eduard Hafner - Tomaž Lepša - Roman Smolej - Ignac Kavec - Franci Žbontar - Silvo Poljanšek - Janez Petač - Janez Puterle - Gorazd Hiti |

Reprezentacja Jugosławii w rundzie kwalifikacyjnej ulegała drużynie USA 4:8 i tym sposobem wzięła udział w rozgrywkach grupy B turnieju olimpijskiego, zajmując w niej 4. miejsce. Ostatecznie reprezentacja Jugosławii zajęła 10. miejsce.

#### Runda kwalifikacyjna
| 4 lutego 1976 | Stany Zjednoczone | 8:4 | Jugosławia |  |

|  |  |  |  |  |

### Grupa B
| Drużyna    | M | Mecze | Mecze | Mecze | Bramki | Bramki | Bramki | Pkt |
| Drużyna    | M | W     | R     | P     | +      | -      | +/-    | Pkt |
| ---------- | - | ----- | ----- | ----- | ------ | ------ | ------ | --- |
| Rumunia    | 5 | 4     | 0     | 1     | 23     | 15     | +8     | 8   |
| Austria    | 5 | 3     | 0     | 2     | 18     | 14     | +4     | 6   |
| Japonia    | 5 | 3     | 0     | 2     | 20     | 18     | +2     | 6   |
| Jugosławia | 5 | 3     | 0     | 2     | 22     | 19     | +3     | 6   |
| Szwajcaria | 5 | 2     | 0     | 3     | 24     | 22     | +2     | 4   |
| Bułgaria   | 5 | 0     | 0     | 5     | 19     | 38     | -19    | 0   |

Wyniki
| 5 lutego 1976 | Jugosławia | 6:4 | Szwajcaria |  |

|  |  |  |  |  |

| 7 lutego 1976 | Jugosławia | 4:3 | Rumunia |  |

|  |  |  |  |  |

| 9 lutego 1976 | Jugosławia | 8:5 | Bułgaria |  |

|  |  |  |  |  |

| 11 lutego 1976 | Japonia | 4:3 | Jugosławia |  |

|  |  |  |  |  |

| 13 lutego 1976 | Austria | 3:1 | Jugosławia |  |

|  |  |  |  |  |

### Narciarstwo alpejskie
Mężczyźni
| Zawodnik        | Konkurencja | Konkurencja | Konkurencja               | Konkurencja               | Konkurencja               | Konkurencja               | Konkurencja               | Konkurencja               | Konkurencja               | Konkurencja               |
| Zawodnik        | Zjazd       | Zjazd       | Slalom gigant             | Slalom gigant             | Slalom gigant             | Slalom gigant             | Slalom specjalny          | Slalom specjalny          | Slalom specjalny          | Slalom specjalny          |
| Zawodnik        | Czas        | Pozycja     | Czas 1. przejazdu         | Czas 2. przejazdu         | Czas łączny               | Pozycje                   | Czas 1. przejazdu         | Czas 2. przejazdu         | Czas łączny               | Pozycja                   |
| --------------- | ----------- | ----------- | ------------------------- | ------------------------- | ------------------------- | ------------------------- | ------------------------- | ------------------------- | ------------------------- | ------------------------- |
| Andrej Koželj   | 1:52,75     | 37.         | 1:54,43                   | 1:56,05                   | 3:50,48                   | 35.                       | 1:09,66                   | 1:14,16                   | 2:23,66                   | 31.                       |
| Adjin Pašović   | 1:54,57     | 46.         | 1:54,82                   | Nie ukończył 2. przejazdu | Nie ukończył 2. przejazdu | Nie ukończył 2. przejazdu | Nie ukończył 1. przejazdu | Nie ukończył 1. przejazdu | Nie ukończył 1. przejazdu | Nie ukończył 1. przejazdu |
| Bojan Križaj    |             |             | 1:49,08                   | 1:46,82                   | 3:35,90                   | 18.                       | Nie ukończył 1. przejazdu | Nie ukończył 1. przejazdu | Nie ukończył 1. przejazdu | Nie ukończył 1. przejazdu |
| Miran Gašperšič |             |             | Nie ukończył 1. przejazdu | Nie ukończył 1. przejazdu | Nie ukończył 1. przejazdu | Nie ukończył 1. przejazdu | Nie ukończył 1. przejazdu | Nie ukończył 1. przejazdu | Nie ukończył 1. przejazdu | Nie ukończył 1. przejazdu |

### Skoki narciarskie
Mężczyźni
| Konkurencja            | Skoczek       | Skok 1    | Skok 1 | Skok 2    | Skok 2 | Nota  | Pozycja |
| Konkurencja            | Skoczek       | odległość | Nota   | odległość | Nota   | Nota  | Pozycja |
| ---------------------- | ------------- | --------- | ------ | --------- | ------ | ----- | ------- |
| Skocznia normalna K-84 | Bogdan Norčič | 74,5      | 102,5  | 75,0      | 103,3  | 205,8 | 38.     |
| Skocznia normalna K-84 | Branko Dolhar | 75,5      | 104,1  | 74,5      | 100,0  | 204,1 | 42.     |
| Skocznia normalna K-84 | Ivo Zupan     | 75,0      | 103,8  | 72,0      | 98,5   | 202,3 | 46.     |
| Skocznia normalna K-84 | Janez Demšar  | 72,5      | 98,3   | 74,5      | 101,5  | 199,8 | 47.     |
| Skocznia duża K-104    | Bogdan Norčič | 85,0      | 90,5   | 82,5      | 87,5   | 178,0 | 28.     |
| Skocznia duża K-104    | Branko Dolhar | 83,0      | 85,2   | 77,5      | 75,0   | 160,2 | 42.     |
| Skocznia duża K-104    | Janez Demšar  | 83,0      | 86,7   | 74,0      | 71,1   | 157,8 | 43.     |
| Skocznia duża K-104    | Ivo Zupan     | 68,0      | 52,2   | 73,0      | 67,2   | 119,4 | 54.     |